# Mais Forte Que o Tempo
Mais Forte Que o Tempo é um álbum de estúdio com vários artistas do MPB regravando as canções de maiores sucessos do cantor e compositor Michael Sullivan. O álbum foi lançado no dia 10 de dezembro de 2013 pela Sony Music no iTunes.
A canção Um Dia de Domingo teve regravação apenas de Gal Costa, mantendo a voz original de Tim Maia.

## Antecedentes
Nos anos 70, Michael Sullivan fazia parte de um grupo de cantores que gravavam em inglês na época, eram denominados "Falsos Importados". Seu maior sucesso em inglês foi o single "My Life", que na época em que a canção foi lançada foram vendidos mais de 1 milhão de compactos, neste álbum, a canção é interpretada pela cantora Sandy. Depois de ser vocalista em dois grupos mais populares do país Renato e Seus Blue Caps e The Fevers, Michael Sullivan encetou uma parceria com Paulo Massadas. Um rolo compressor de canções de apelo fácil, que dominaria as paradas dos anos 80. Parte dos hits de Michael Sullivan foram compostas juntamente com Paulo Massadas, todas elas foram gravadas para Mais Forte Que o Tempo, álbum este que celebra 30 anos de sucesso autoral, cujo início foi "Mê dê Motivo" com Tim Maia. Nesta reeleitura recebeu interpretação de Adriana Calcanhoto. Já "Amor Perfeito", antes interpretada na voz de Roberto Carlos é relançada na voz de Ney Matogrosso. Jorge Vercillo canta "Nem um Toque", originalmente gravada na voz de Rosana. "Um Dia de Domingo" tem uma pequena regravação de Gal Costa, mas a voz de Tim Maia ainda permanece na canção. No disco ainda estão: Fernanda Takai, Roberta Sá, Pedro Mariano, Zélia Duncan, Fagner, Zeca Baleiro, Negra Li, Paulinho Moska, e Carlinhos Brown regravando o sucesso Whisky a Go Go, originalmente gravada pelo grupo Roupa Nova.

## Faixas
| Edição padrão  |                                                             |                                                                   |         |  |
| N.º            | Título                                                      | Compositor(es)                                                    | Duração |  |
| 1.             | "Mê Dê Motivo" (Adriana Calcanhoto)                         | Michael Sullivan                                                  | 2:57    |  |
| 2.             | "Um Sonho a Dois" (Roberta Sá, Pedro Mariano e Os Cariocas) | Michael Sullivan, Paulo Massadas                                  | 5:10    |  |
| 3.             | "Amor Perfeito" (Ney Matogrosso)                            | Michael Sullivan, Paulo Massadas, Lincoln Olivetti e Robson Jorge | 4:27    |  |
| 4.             | "Fui Eu" (Fernanda Takai)                                   | Michael Sullivan                                                  | 3:03    |  |
| 5.             | "Meu Dilema" (Zélia Duncan)                                 | Michael Sullivan                                                  | 4:20    |  |
| 6.             | "Talismã" (Monique Kessous e Fagner)                        | Michael Sullivan                                                  | 4:33    |  |
| 7.             | "Nem um Toque" (Jorge Vercillo)                             | Michael Sullivan                                                  | 4:16    |  |
| 8.             | "My Life" (Sandy)                                           | Michael Sullivan                                                  | 4:13    |  |
| 9.             | "Chuva Fina" (Zeca Baleiro)                                 | Michael Sullivan                                                  | 3:53    |  |
| 10.            | "Entre Nós" (Michael Sullivan e Anayle Sullivan)            | Michael Sullivan                                                  | 4:55    |  |
| 11.            | "Vou Fazer Você Mulher" (Arnaldo Antunes)                   | Michael Sullivan                                                  | 3:36    |  |
| 12.            | "Não Vá" (Negra Li)                                         | Michael Sullivan                                                  | 4:17    |  |
| 13.            | "Abandonada" (Alice Caymmi)                                 | Michael Sullivan                                                  | 4:01    |  |
| 14.            | "Um Dia de Domingo" (Gal Costa e Tim Maia)                  | Paulo Massadas e Michael Sullivan                                 | 6:06    |  |
| 15.            | "Retrato e Canções" (Paulinho Moska)                        | Michael Sullivan                                                  | 3:19    |  |
| 16.            | "Joga Fora" (Grupo Benditos)                                | Michael Sullivan                                                  | 3:19    |  |
| 17.            | "Whisky a Go Go" (Carlinhos Brown)                          | Paulo Massadas e Michael Sullivan                                 | 2:57    |  |
| Duração total: | Duração total:                                              | Duração total:                                                    | 66:42   |  |